# Dove cadono le ombre
Dove cadono le ombre è un film del 2017, diretto da Valentina Pedicini. La storia è basata sul romanzo e sulla biografia di Mariella Mehr, e racconta del progetto di pulizia etnica portato avanti dall'associazione Pro Juventute dal 1926 al 1973, in Svizzera, ai danni della popolazione Jenisch.

## Trama
Anna lavora in un ospizio per anziani, insieme ad Hans, ragazzo mentalmente disturbato. L'edificio, prima di essere un ospizio, era un orfanotrofio per bambini Jenisch strappati alle famiglie di origine e sottoposti a un processo di pulizia etnica, che comprendeva non solo abusi fisici e psicologici ma anche procedure mediche di sterilizzazione. Sia Anna sia Hans erano cresciuti nell'orfanotrofio, guidato da Gertrude, e nessuno dei due ha superato i traumi del passato: in particolare, Hans, per volere di Anna, ogni sera scava nel giardino dell'ospizio alla ricerca dei resti di Fransiska, migliore amica di Anna quando era bambina. 
Quando Gertrude, ormai anziana, diventa ospite dell'ospizio, Anna inizia a sperare di poter scoprire la verità sulla sorte dell'amica, che, come tutti gli altri bambini dell'orfanotrofio tranne Hans, erano scomparsi nelle settimane in cui Anna era stata data in affido a una famiglia svizzera. Tra Anna e Gertrude, però, torna a vivere il rapporto di amore e odio che esisteva ai tempi dell'orfanotrofio: la direttrice, infatti, aveva un rapporto di preferenza per la bambina, che la aiutava nelle procedure mediche e che, proprio per questa preferenza di Gertrude, era vista male dagli altri bambini, tranne che da Fransiska. Anna che inizialmente punisce la vecchia donna usando i metodi che lei usava sui bambini, inizia a smantellare le bugie che nel tempo si era raccontata per tutelare sé stessa dai propri traumi.
Il giorno delle visite, Fransiska, adottata, al momento dello smantellamento del centro, da Gertrude, va a trovare l'anziana donna. Anna la incontra ma l'altra non la riconosce o fa finta di non riconoscerla, probabilmente anche lei ancora tormentata dai traumi dell'infanzia. Dopo l'incontro Anna, che finalmente si sente libera dai sensi di colpa e libera di andarsene da quella che era al contempo la sua prigione e la sua casa, affida i propri compiti ad Hans e apre, finalmente, le finestre dell'ala Ovest, l'ala delle torture.

## Dedica
Il film è dedicato a Mariella Mehr, a suo figlio Christian e "ai bambini Jenisch ridotti al silenzio".
Il film si conclude con alcuni versi di Mariella Mehr: "Fai crescere la tua rabbia,/ piccola, ti scalderà./ Ti permetterà di sopravvivere/ a questo inferno di ghiaccio."
Prima dei titoli di coda, è raccontata la storia della persecuzione del popolo Jenisch. 

## Distribuzione
Il film è stato distribuito nei cinema italiani il 6 settembre 2017.

## Accoglienza
Il fim è stato accolto con recensioni generalmente favorevoli da parte della critica cinematografica italiana.

## Riconoscimenti
- Annecy Italian Cinema Festival (2017)
  - Audience Award nella categoria International Competition
- 74sima edizione della Mostra del Cinema di Venezia
  - candidatura a miglior film per il premio FEDEORA
- Stockholm Film Festival (2017)
  - candidatura al Cavallo di Bronzo per il miglior film